# Sidi Saada
Pour les articles homonymes, voir Saada.
Sidi Saada est une commune de la wilaya de Relizane en Algérie.Elle est adjacente à la municipalité d'El-Ghomri affiliée à la wilaya  de Mascara.et Bouguirat affiliée à la wilaya de Mostaganem .La population de la commune en 2015 était estimée à 20275 habitants sur une superficie de 72.87 km²

## Géographie

### Situation
| Bouguirat | Yellel Bouguirat | Yellel    |
| El Ghomri | Sidi Saada       | Aïn Rahma |
| Sedjerara | Kalaa            |           |

## Histoire

### Moyen âge
Sidi-Saada est formé du territoire de l'ancienne tribu des Beni R'eddou ou Beni Gheddou d'origine berbère, établis d'abord sur l'emplacement actuel d'El Matmar, furent dépossédés par les Soueid et vinrent se fixer plus à l'ouest, sur la rive gauche de l'Hillil jusqu'à la plaine de Kerkacha, près de Hacian-el-Ghomri. Une tradition rapporte qu'ils s'appelaient d'abord " Ahl el Bethod ". Il est convenu que leur nom a une origine berbère, la même que celle portée par leur première ville, désignée sous l’appellation de R'edda ou Redja , selon les dialectes. Les Beni R'eddou étaient très turbulents et passiblement fanatiques ..

### Époque coloniale française
Sidi-Saada a été constitué en douar-commune par décret du 24 avril 1867. Il était rattaché à la commune mixte de la Mina, partie à la commune de plein exercice de Perrégaux. Il dépendait du canton judiciaire et de la mahakma annexe de Perrégaux. Sa Population était de 2,901 indigènes; 17 français.

## Démographie
| 1975  | 1990   | 2000   | 2015   |
| ----- | ------ | ------ | ------ |
| 5 755 | 12 162 | 15 584 | 20 275 |

## Lieux-dits, quartiers et douars

### Les douars[3]
- Houana
- Ouled Chikh
- Bahara
- Ouled Yaala
- Ouled Boughni
- Hedjaidjia
- Touidjia
- El Abaidia
- Agaibia
- Houraidia
- Ouled Ouali
- Ghenaissia 1
- Ghenaissia 2
- Ouled Benhmaide
- Ouled Sidi Tayeb

## Économie

### Industrie
La commune de Sidi Saada abrite l'une des laiteries et fromageries de qualité les plus réputées d'Algérie, où l'usine a été fondée en 1992.

## Patrimoine

### Waada
Chaque année, les habitants de la commune organisent une tradition annuelle en l'honneur de Sidi Saada , où les habitants des environs viennent profiter de jeux équestres et écouter des poètes.

## Personnalités liées à la ville
- Sidi Saada
- Hadj Ali Abdel-Kader